# HMS Prince of Wales (1794)
HMS Prince of Wales (1794) — 98-пушечный линейный корабль второго ранга. Второй корабль Королевского флота, названный HMS Prince of Wales, в честь носителей титула Принц Уэльский. Второй линейный корабль типа Boyne. Заложен в мае 1784 года. Спущен на воду 28 июня 1794 года на верфи в Портсмуте.

## Служба
Весной 1795 года Prince of Wales находился в Северном море в качестве флагмана контр-адмирала Генри Харви, который командовал находящейся там эскадрой.
12 июня 1795 года Флот Канала под командованием Александра Худа, в том числе и Prince of Wales (контр-адмирал Генри Харви, капитан Джон Базели), отплыл из Спитхеда чтобы обеспечить высадку французских роялистов в бухте Киберон. 22 июня на западе от Бель-Иль был замечен французский флот. Французский адмирал Вилларе-Жуайёз не собирался вступать в бой и англичане устремились в погоню. Британский флот из 14 линейных кораблей, 5 фрегатов и 6 мелких судов, в течение суток преследовал французский (12 линейных кораблей) с зюйд-веста и загнал его к острову Груа. Места для отступления не осталось, и Вилларе-Жуайёз был вынужден принять бой. В результате был отбит бывший британский корабль HMS Alexander а также два французских 74-пушечника Formidable и Tigre (впоследствии переименованный в Belleisle). Так завершился Бой у острова Груа.
В феврале 1797 года был флагманом контр-адмирала Генри Харви во время вторжения на Тринидад. Остров был сдан испанцами практически без сопротивления, британцам удалось захватить 74-пушечный линейный корабль San-Damaso (три других корабля и фрегат испанцы сожгли, чтобы они не достались англичанам). В апреле того же года принял участие в неудачном нападении на Пуэрто-Рико. Испанцы оказали упорное сопротивление и британцам пришлось отступить.
31 июля 1799 года Prince of Wales в качестве флагмана вице-адмирала Хью Сеймура входил в состав экспедиции, отправленной для захвата Суринама. Британцы не встретили сопротивления и 22 августа эта голландская колония капитулировала, перейдя во владение Англии. В качестве добычи британцам достались два судна — 20-пушечный французский корвет Hussar, и 16-пушечный голландский корвет Camphaan, которые были приняты на Королевский флот: Camphaan как HMS Camphaan, а Hussar как HMS Surinam (командовать им был назначен лейтенант Кристофер Коул с Prince of Wales).
19 февраля 1805 года вице-адмирал Роберт Кальдер на своем флагмане Prince of Wales был назначен командующим эскадрой,
блокирующей Ферроль.
Prince of Wales был флагманом вице-адмирала Роберта Кальдера в сражении у мыса Финистерре 22 июля 1805 года против франко-испанского флота. Бой закончился с неопределенным результатом, британцам удалось захватить два испанских линейных корабля — San Rafael и Firme. Prince of Wales потерял трёх человек убитыми и двадцать ранеными.
Он не принимал участие в Трафальгарском сражении. Из-за критики своих действии во время боя у мыса Финистерре, Кальдер потребовал военно-полевого суда. Нельсону было приказано отправить Кальдера домой. Ему разрешили вернуться вместе со своим флагманом, хотя битва была неизбежна.
В 1806 году был флагманом вице-адмирала Эдварда Торнбро во время блокады Рошфора. 16 июля 1806 шлюпки с кораблей эскадры блокирующей Рошфор приняли участие в нападении на два французских корвета и конвой в устье реки Бордо. Крупнейший эскорт,
18-пушечный корвет Caesar, был взят на абордаж и захвачен. Шлюпка с Prince of Wales под командованием лейтенанта Фрэнсиса потеряла одного человека убитым и ещё шестерых ранеными.
В 1807 году был флагманом адмирала Джеймса Гамбье в Балтийском море.
В августе-сентябре принял участие в осаде и бомбардировке Копенгагена.
18 августа 1813 года судовые шлюпки с Undaunted, Redwing, Kite, Caledonia, Hibernia, Barfleur и Prince-of-Wales захватили 3 канонерских лодки и 24 торговых судна в гавани Кассиса.
Отправлен на слом и разобран в 1822 году.